# Петро Цебровський

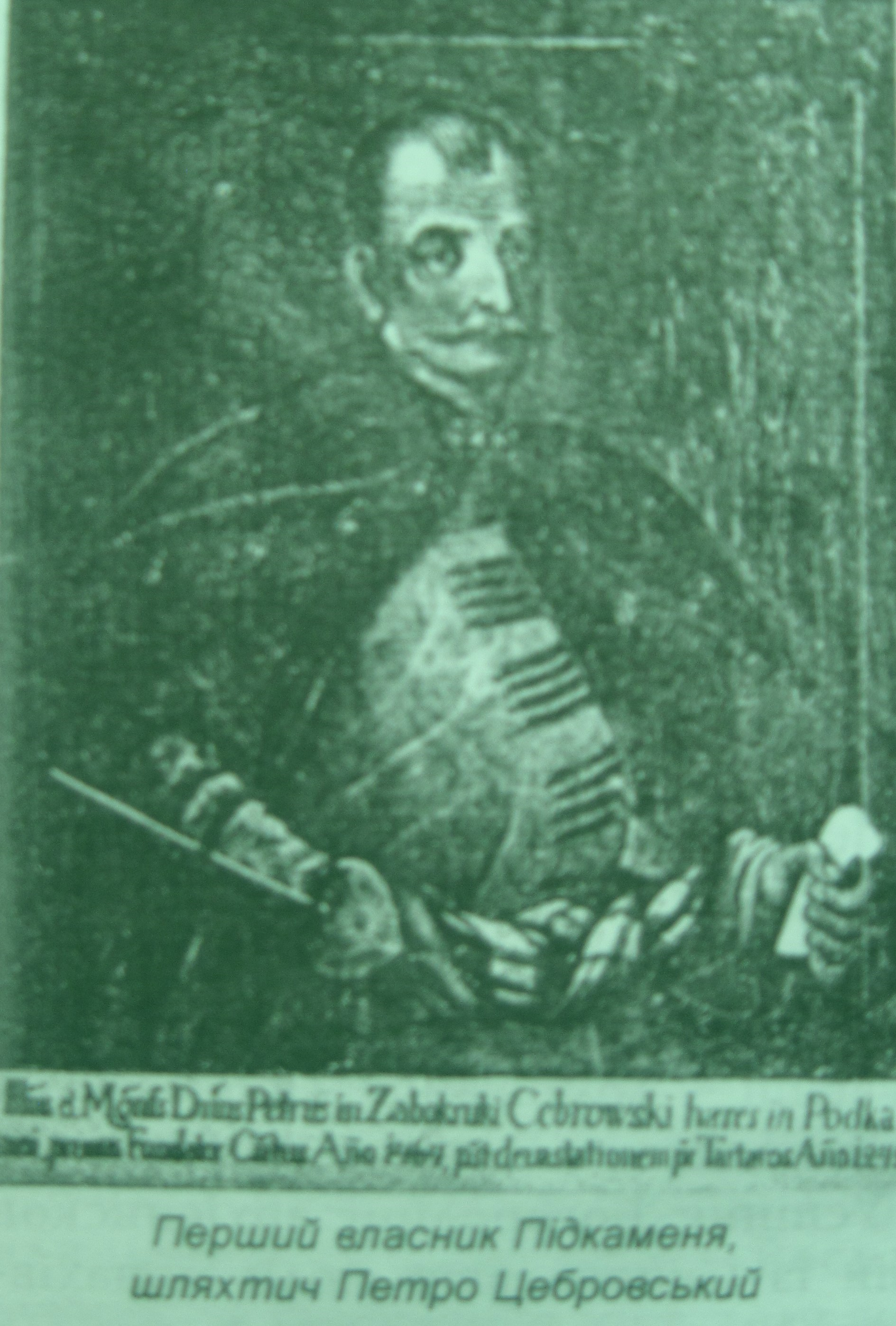
Петро Цебровський

Петро Цебровський з Жабокруків гербу Голобок (пом. бл. 1498) — шляхтич часів Королівства Польського, дідич, фундатор. Представник роду Цебровських.

## Життєпис
Замість батька іноді засідав у Львівському суді. В 1464 році підписав конфедерацію проти старости Анджея Одровонжа.
Отримав у посідання Підкамінь та спустошені околиці в другій половині XV століття, де сприяв будівництву замку на горі, заснуванню домініканського монастиря. З цією метою звернувся у 1464 році до монастиря РКЦ у Львові прислати сюди монахів. Для його утримання записав села Попівці, Нем'яч (тепер Монастир походження дерева Хреста Господнього).
Дружини — Зофія Скарбек із Саранчуків, Анна на Долині… Бережанська, сестра Яна Богдана на Долині. Діти:
- Катажина (мати — Зофія) — дружина князя Семена Збаразького,
- Вінцентій, дружина — Катерина з Печихвостів,
- Зузанна.